# Jianwen-kejsaren
Jianwen-kejsaren (建文帝; Jiànwéndì), född 1377, var den andra kejsaren av den kinesiska Mingdynastin och regerade 1398 till 1402. Hans personliga namn var Zhu Yunwen.

## Regeringstiden
Zhu Yunwens far Zhu Biao var kronprins till Hongwu-kejsaren, men efter att fadern avlidit 1392 blev Zhu Yunwen ny kronprins. Zhu Yunwen var likt sin far  en lärd man och ivrig att ta över makten i dynastin. Efter att Hongwu-kejsaren avlidit i juni 1398 efterträddes han av den då 21-åriga Zhu Yunwen som kejsare. Zhu Yunwen etablerade 1399 regeringsperioden Jianwen (建文) vars namn han också är känd under.
Jianwen-kejsaren tog hjälp av eliten av högt utbildade vetenskapsman och lärda när han tillsatte sin nya administration och gav flera av dessa höga poster. Han var rädd för den starka makten som furstendömena i riket hade med decentraliserad militärmakt. Direkt efter sitt tillträdande började han att reducera dess makt. När han 1399 började försvaga makten för furstendömet Yan (dagens Peking) revolterade dess prins Zhu Di som även var Jianwen-kejsarens farbror, och som sedan länge varit ute efter kejsartiteln.
I juni 1399 satte Zhu Di in motangrepp mot Jianwen-kejsaren vilket var starten för ett inbördeskrig om makten. 1401 marscherade Zhu Dis trupper mot Mingdynstins huvudstad Nanjing, och 13 juli 1402 var staden erövrad. Jianwen-kejsaren försvann utan ett spår under tumultet när staden intogs. Ingen vet säkert vad som hände med kejsaren, men det är tänkbart att han dog i samband med att hans palats brändes ner. Zhu Di tog makten över Mingdynastin och han blev känd efter namnet på sin nya regeringsperioden som Yongle.
Jianwen-kejsaren fick postumt titeln kejsar Hui (惠帝).